# 피루브산 산화

피루브산 탈수소효소 복합체에 의한 반응

피루브산 산화(영어: pyruvate oxidation) 또는 피루브산 탈카복실화(영어: pyruvate decarboxylation) 또는 피루브산의 산화적 탈카복실화(영어: oxidative decarboxylation of pyruvate)는 피루브산 탈수소효소 복합체에 의해 피루브산이 아세틸-CoA로 산화적 탈카복실화되는 것이다.
전체 반응식은 다음과 같다.
피루브산 + CoA + NAD+  →  아세틸-CoA + CO2 + NADH + H+
피루브산 산화는 해당과정과 시트르산 회로를 연결하는 단계이다. 해당과정에서 1분자의 포도당(C6)은 2분자의 피루브산(C3)으로 분해되기 때문에 피루브산 산화는 포도당 1분자당 2번 일어난다. 해당과정으로 인해 세포질에서 생성된 피루브산은 미토콘드리아 기질로 들어가 아세틸-CoA로 전환된다. 이 과정에서 CO2가 방출되고, NAD+가 NADH로 환원된다.

## 같이 보기
- 해당과정
- 시트르산 회로
- 산화적 인산화